# John Knightsbridge
John Knightsbridge is een Brits gitarist.
Na een aantal jaren in het amateurcircuit rondgereisd te hebben maakte hij op 18-jarige leeftijd van gitaarspelen zijn beroep. Zijn eerste werk vond hij in het optreden voor de Britse manschappen die in Duitsland gelegerd waren. Vervolgens kwam hij weer terug naar Engeland waarbij hij met de meest uiteenlopende muziekgroepen en musici speelde.
Hug van Mike Hugg en Ron Telemacque, The Roy Hill Band (met Tony Fernandez), en Third World War waarin ook John Hawken, Illusion (1976-1979 ook met Hawken), Dana Gillespie (tour 1978) en Strawbs (2 optredens in 1980), maakten van zijn diensten gebruik. Ten slotte belandde Knightsbridge in diverse reünieversies van The Yardbirds (1983 en verder) en maakte van 1979 tot 1999 deel uit van Ruthless Blues, waarin ook Jim McCarthy van The Yardbirds. Ondertussen speelde hij met Rick Wakeman en Box of Frogs. Na 1999 ontbreekt elk spoor van Knightbridge.

## Discografie
- 1971:Third World War:
- 1972:Third World War 2
- 1975: Hug: Neon Dream
- 1977: Illusion: Out of the Mist
- 1978: Illusion: Illusion
- 1979 : Illusion Enchanted Caress
- 1979: Roy Hill: Peel Sessions
- 1986: Box of Frogs: Strange Land
- 1988: Rick Wakeman: The Time Machine
- 1989: Ruthless Blues
- 1992: Ruthless Blues: Sure Enough
- 2008: Jane Relf: The Complete Collection 1969-1995